# St. Blasius (Stuttgart-Vaihingen)

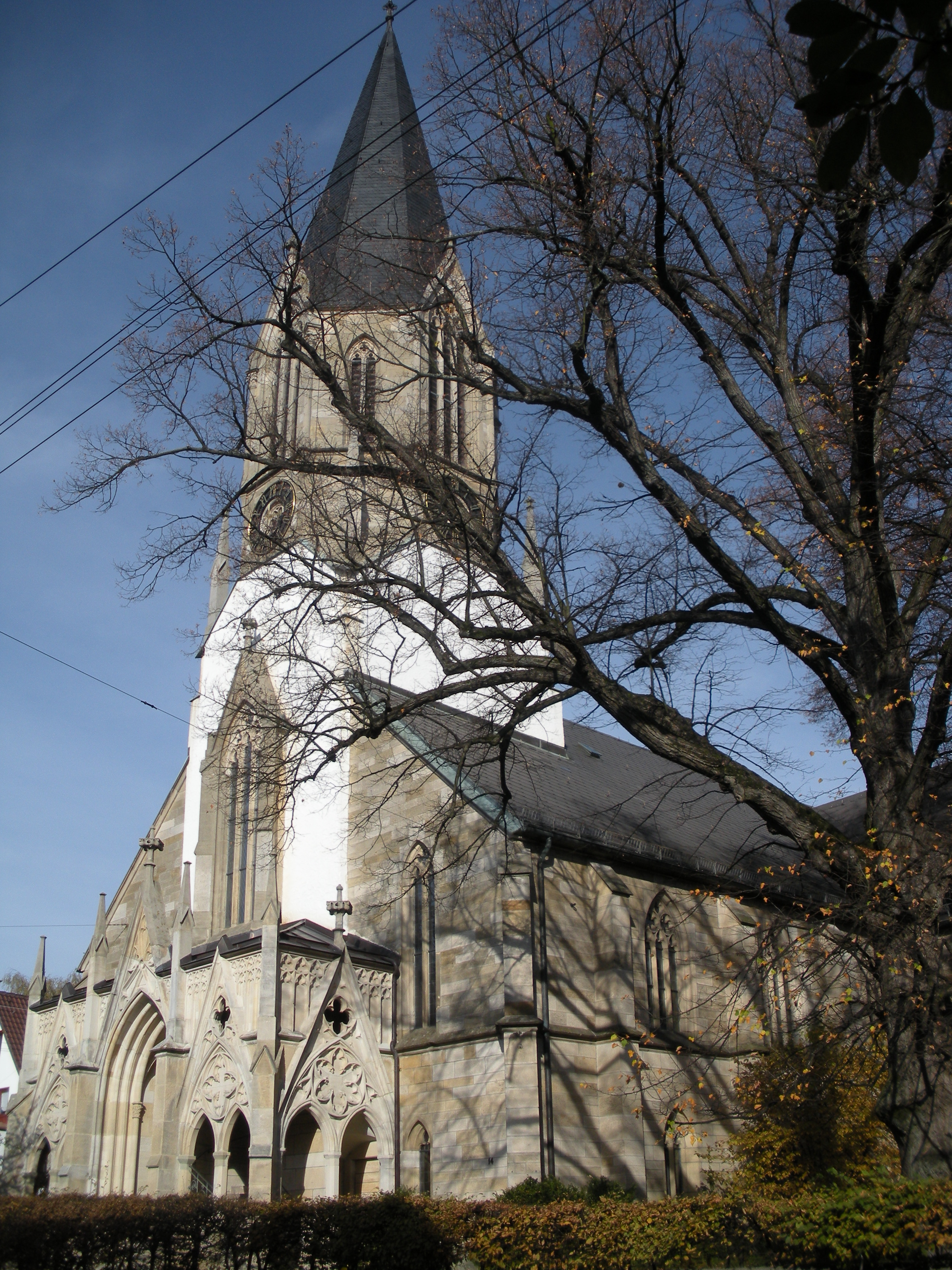
St. Blasius in Vaihingen

Die evangelische Stadtkirche St. Blasius steht in Vaihingen, einem Stadtbezirk von Stuttgart. Das Bauwerk ist beim Landesamt für Denkmalpflege Baden-Württemberg als Baudenkmal eingetragen. Die Kirchengemeinde gehört zum Kirchenkreis Stuttgart der Evangelischen Landeskirche in Württemberg. Namensgeber der Kirche ist Blasius von Sebaste. 

## Beschreibung
Die neugotische Hallenkirche wurde 1858–60 nach Entwürfen von Christian Friedrich von Leins erbaut, anstelle einer zu kleinen und baufälligen Vorgängerkirche, die erstmals 1260 erwähnt wurde. Sie besteht aus einem Langhaus aus einem Mittelschiff und zwei Seitenschiffen, das von Strebepfeilern gestützt wird, einem eingezogenen, dreiseitig geschlossenen Chor im Osten des Mittelschiffs, einem Querschiff und im Westen aus einem von den Seitenschiffen flankierten Fassadenturm, der im Kern aus dem 13. Jahrhundert stammt. Seine oberen, aufgestockten achteckigen Geschosse beherbergen die Turmuhr und darüber hinter den Klangarkaden den Glockenstuhl mit vier Kirchenglocken. Darauf sitzt ein achtseitiges, schiefergedecktes Zeltdach.
Zur Kirchenausstattung gehört ein Gemälde aus dem Mittelalter, das die Kreuzigung darstellt. Das Altarkreuz aus Bronze wurde 1975 von Ulrich Henn gestaltet. Rudolf Yelin der Jüngere entwarf 1952 die drei Fenster im Chor. Die Orgel wurde 1860 von Johann Heinrich Schäfer gebaut, 1933 und 1946 erweitert und 2018 zum letzten Mal saniert.